# Tour of Oman 2022
Il Tour of Oman 2022, undicesima edizione della corsa, valevole come terza prova dell'UCI ProSeries 2022 categoria 2.Pro, si svolse in sei tappe dal 10 al 15 febbraio 2022 su un percorso di 888 km, con partenza da Rustaq e arrivo a Matrah, in Oman. La vittoria fu appannaggio del ceco Jan Hirt, che completò il percorso in 22h35'43", alla media di 39,300 km/h, precedendo l'italiano Fausto Masnada e il portoghese Rui Costa.
Sul traguardo di Matrah 87 ciclisti, su 100 partiti da Rustaq, portarono a termine la competizione.

## Tappe
| Tappa  | Data        | Percorso                                               | km    | Vincitore di tappa | Leader cl. generale |
| ------ | ----------- | ------------------------------------------------------ | ----- | ------------------ | ------------------- |
| 1ª     | 10 febbraio | Al Rustaq Fort > Oman Convention and Exhibition Centre | 138   | Fernando Gaviria   | Fernando Gaviria    |
| 2ª     | 11 febbraio | Naseem Park > Suhar Corniche                           | 167,5 | Mark Cavendish     | Mark Cavendish      |
| 3ª     | 12 febbraio | Sultan Qaboos University > Qurayyat                    | 180   | Anthon Charmig     | Anthon Charmig      |
| 4ª     | 13 febbraio | Al Sifah > Mascate                                     | 119,5 | Fausto Masnada     | Fausto Masnada      |
| 5ª     | 14 febbraio | Samail > Jabal Akhḍar                                  | 150,5 | Jan Hirt           | Jan Hirt            |
| 6ª     | 15 febbraio | Al Mouj Muscat > Matrah Corniche                       | 132,5 | Fernando Gaviria   | Jan Hirt            |
| Totale | Totale      | Totale                                                 | 888   |                    |                     |

## Squadre e corridori partecipanti
| N.    | Cod. | Squadra                     |
| ----- | ---- | --------------------------- |
| 1-6   | QST  | Quick-Step Alpha Vinyl Team |
| 11-15 | DSM  | Team DSM                    |
| 21-27 | UAD  | UAE Team Emirates           |
| 31-35 | ARK  | Team Arkéa-Samsic           |
| 41-46 | IWG  | Intermarché-Wanty-Gobert    |
| 51-55 | COF  | Cofidis                     |
| 61-67 | BEX  | Team BikeExchange-Jayco     |
| 71-76 | GFC  | Groupama-FDJ                |
| 81-85 | UXT  | Uno-X Pro Cycling Team      |

| N.      | Cod. | Squadra                      |
| ------- | ---- | ---------------------------- |
| 91-96   | BCF  | Bardiani-CSF-Faizanè         |
| 101-107 | BWB  | Bingoal Pauwels Sauces WB    |
| 111-115 | EUS  | Euskaltel-Euskadi            |
| 121-126 | GAZ  | Gazprom-RusVelo              |
| 131-137 | BBH  | Burgos-BH                    |
| 141-147 | OMN  | Oman                         |
| 151-157 | TNN  | Team Novo Nordisk            |
| 161-165 | AQD  | Astana Qazaqstan Development |

## Dettagli delle tappe

### 1ª tappa
- 10 febbraio: Al Rustaq Fort > Oman Convention and Exhibition Centre – 138 km

Risultati
| Pos. | Corridore        | Squadra      | Tempo    |
| ---- | ---------------- | ------------ | -------- |
| 1    | Fernando Gaviria | UAE          | 3h17'04" |
| 2    | Mark Cavendish   | Quick-Step   | s.t.     |
| 3    | Kaden Groves     | BikeExchange | s.t.     |

| Pos. | Corridore        | Squadra      | Tempo    |
| ---- | ---------------- | ------------ | -------- |
| 1    | Fernando Gaviria | UAE          | 3h16'54" |
| 2    | Mark Cavendish   | Quick-Step   | a 2"     |
| 3    | Kaden Groves     | BikeExchange | a 4"     |

### 2ª tappa
- 11 febbraio: Naseem Park > Suhar Corniche – 167,5 km

Risultati
| Pos. | Corridore      | Squadra      | Tempo    |
| ---- | -------------- | ------------ | -------- |
| 1    | Mark Cavendish | Quick-Step   | 4h10'31" |
| 2    | Kaden Groves   | BikeExchange | s.t.     |
| 3    | Amaury Capiot  | Arkéa        | s.t.     |

| Pos. | Corridore        | Squadra      | Tempo    |
| ---- | ---------------- | ------------ | -------- |
| 1    | Mark Cavendish   | Quick-Step   | 7h27'16" |
| 2    | Kaden Groves     | BikeExchange | a 9"     |
| 3    | Fernando Gaviria | UAE          | s.t.     |

### 3ª tappa
- 12 febbraio: Sultan Qaboos University > Qurayyat – 180 km

Risultati
| Pos. | Corridore      | Squadra     | Tempo    |
| ---- | -------------- | ----------- | -------- |
| 1    | Anthon Charmig | Uno-X       | 4h19'30" |
| 2    | Jan Hirt       | Intermarché | s.t.     |
| 3    | Élie Gesbert   | Arkéa       | a 2"     |

| Pos. | Corridore      | Squadra     | Tempo     |
| ---- | -------------- | ----------- | --------- |
| 1    | Anthon Charmig | Uno-X       | 11h46'55" |
| 2    | Jan Hirt       | Intermarché | a 4"      |
| 3    | Élie Gesbert   | Arkéa       | a 8"      |

### 4ª tappa
- 13 febbraio: Al Sifah > Mascate – 119,5 km

Risultati
| Pos. | Corridore       | Squadra    | Tempo    |
| ---- | --------------- | ---------- | -------- |
| 1    | Fausto Masnada  | Quick-Step | 3h01'53" |
| 2    | Mauro Schmid    | Quick-Step | a 1'07"  |
| 3    | Kévin Vauquelin | Arkéa      | s.t.     |

| Pos. | Corridore      | Squadra     | Tempo     |
| ---- | -------------- | ----------- | --------- |
| 1    | Fausto Masnada | Quick-Step  | 14h49'00" |
| 2    | Anthon Charmig | Uno-X       | a 55"     |
| 3    | Jan Hirt       | Intermarché | a 58"     |

### 5ª tappa
- 14 febbraio: Samail > Jabal Akhḍar – 150,5 km

Risultati
| Pos. | Corridore       | Squadra     | Tempo    |
| ---- | --------------- | ----------- | -------- |
| 1    | Jan Hirt        | Intermarché | 3h35'39" |
| 2    | Kévin Vauquelin | Arkéa       | a 39"    |
| 3    | Élie Gesbert    | Arkéa       | a 48"    |

| Pos. | Corridore      | Squadra     | Tempo     |
| ---- | -------------- | ----------- | --------- |
| 1    | Jan Hirt       | Intermarché | 18h25'27" |
| 2    | Fausto Masnada | Quick-Step  | a 1'00"   |
| 3    | Rui Costa      | UAE         | a 1'16"   |

### 6ª tappa
- 15 febbraio: Al Mouj Muscat > Matrah Corniche – 132,5 km

Risultati
| Pos. | Corridore        | Squadra      | Tempo    |
| ---- | ---------------- | ------------ | -------- |
| 1    | Fernando Gaviria | UAE          | 4h10'16" |
| 2    | Kaden Groves     | BikeExchange | s.t.     |
| 3    | Amaury Capiot    | Arkéa        | s.t.     |

| Pos. | Corridore      | Squadra     | Tempo     |
| ---- | -------------- | ----------- | --------- |
| 1    | Jan Hirt       | Intermarché | 22h35'43" |
| 2    | Fausto Masnada | Quick-Step  | a 1'00"   |
| 3    | Rui Costa      | UAE         | a 1'16"   |

## Evoluzione delle classifiche
| Tappa              | Vincitore          | Classifica generale Maglia rossa | Classifica a punti Maglia verde | Classifica giovani Maglia bianca | Classifica combattività Maglia oro | Classifica a squadre     |
| ------------------ | ------------------ | -------------------------------- | ------------------------------- | -------------------------------- | ---------------------------------- | ------------------------ |
| 1ª                 | Fernando Gaviria   | Fernando Gaviria                 | Fernando Gaviria                | Kaden Groves                     | Peio Goikoetxea                    | UAE Team Emirates        |
| 2ª                 | Mark Cavendish     | Mark Cavendish                   | Mark Cavendish                  | Kaden Groves                     | Peio Goikoetxea                    | UAE Team Emirates        |
| 3ª                 | Anthon Charmig     | Anthon Charmig                   | Mark Cavendish                  | Anthon Charmig                   | Peio Goikoetxea                    | Intermarché-Wanty-Gobert |
| 4ª                 | Fausto Masnada     | Fausto Masnada                   | Mark Cavendish                  | Anthon Charmig                   | Peio Goikoetxea                    | Intermarché-Wanty-Gobert |
| 5ª                 | Jan Hirt           | Jan Hirt                         | Jan Hirt                        | Anthon Charmig                   | Peio Goikoetxea                    | Team Arkéa-Samsic        |
| 6ª                 | Fernando Gaviria   | Jan Hirt                         | Fernando Gaviria                | Anthon Charmig                   | Peio Goikoetxea                    | Team Arkéa-Samsic        |
| Classifiche finali | Classifiche finali | Jan Hirt                         | Fernando Gaviria                | Anthon Charmig                   | Peio Goikoetxea                    | Team Arkéa-Samsic        |

Maglie indossate da altri ciclisti in caso di due o più maglie vinte
- Nella 2ª tappa Mark Cavendish ha indossato la maglia verde al posto di Fernando Gaviria.
- Nella 3ª tappa Fernando Gaviria ha indossato la maglia verde al posto di Mark Cavendish.
- Nella 4ª tappa Rune Herregodts ha indossato la maglia bianca al posto di Anthon Charmig.
- Nella 6ª tappa Fausto Masnada ha indossato la maglia verde al posto di Jan Hirt.

## Classifiche finali

### Classifica generale - Maglia rossa
| Pos. | Corridore       | Squadra      | Tempo     |
| ---- | --------------- | ------------ | --------- |
| 1    | Jan Hirt        | Intermarché  | 22h35'43" |
| 2    | Fausto Masnada  | Quick-Step   | a 1'00"   |
| 3    | Rui Costa       | UAE          | a 1'16"   |
| 4    | Élie Gesbert    | Arkéa        | a 1'18"   |
| 5    | Anthon Charmig  | Uno-X        | s.t.      |
| 6    | Kévin Vauquelin | Arkéa        | a 1'38"   |
| 7    | Kevin Colleoni  | BikeExchange | a 1'50"   |
| 8    | Rein Taaramäe   | Intermarché  | a 1'51"   |
| 9    | H. Vandenabeele | DSM          | a 1'54"   |
| 10   | Mauro Schmid    | Quick-Step   | a 2'01"   |

### Classifica a punti - Maglia verde
| Pos. | Corridore        | Squadra      | Punti |
| ---- | ---------------- | ------------ | ----- |
| 1    | Fernando Gaviria | UAE          | 37    |
| 2    | Kaden Groves     | BikeExchange | 33    |
| 3    | Jan Hirt         | Intermarché  | 32    |
| 4    | Mark Cavendish   | Quick-Step   | 28    |
| 5    | Amaury Capiot    | Arkéa        | 28    |

### Classifica giovani - Maglia bianca
| Pos. | Corridore       | Squadra      | Punti     |
| ---- | --------------- | ------------ | --------- |
| 1    | Anthon Charmig  | Uno-X        | 22h37'01" |
| 2    | Kévin Vauquelin | Arkéa        | a 20"     |
| 3    | Kevin Colleoni  | BikeExchange | a 32"     |
| 4    | H. Vandenabeele | DSM          | a 36"     |
| 5    | Mauro Schmid    | Quick-Step   | a 43"     |

### Classifica combattività - Maglia oro
| Pos. | Corridore          | Squadra     | Punti |
| ---- | ------------------ | ----------- | ----- |
| 1    | Peio Goikoetxea    | Euskaltel   | 18    |
| 2    | Antonio Angulo     | Euskaltel   | 17    |
| 3    | Samuele Zoccarato  | Bardiani    | 14    |
| 4    | Victor Langellotti | Burgos-BH   | 8     |
| 5    | Jan Hirt           | Intermarché | 6     |

### Classifica a squadre
| Pos. | Squadra                     | Tempo     |
| ---- | --------------------------- | --------- |
| 1    | Team Arkéa-Samsic           | 67h53'48" |
| 2    | Intermarché-Wanty-Gobert    | a 7"      |
| 3    | Team DSM                    | a 2'01"   |
| 4    | Bardiani-CSF-Faizanè        | a 9'31"   |
| 5    | Quick-Step Alpha Vinyl Team | a 10'05"  |